# Хендерсонвил (Северна Каролина)
Хендерсонвил (енгл. Hendersonville) град је у америчкој савезној држави Северна Каролина.

## Демографија
По попису из 2010. године број становника је 13.137, што је 2.717 (26,1%) становника више него 2000. године.
| Група             | 2000.         | 2010.         |
| Белци             | 7.957 (76,4%) | 9.738 (74,1%) |
| Афроамериканци    | 1.307 (12,5%) | 1.203 (9,2%)  |
| Азијати           | 76 (0,7%)     | 154 (1,2%)    |
| Хиспаноамериканци | 947 (9,1%)    | 1.774 (13,5%) |
| Укупно            | 10.420        | 13.137        |